# Viteška dvorana, Haag
Viteška dvorana ((nizozemsko: Ridderzaal; nizozemska izgovorjava: [ˈrɪdərzaːl], je srednjeveška sprejemna dvorana grofovskega gradu sredi Binnenhofa v Haagu. Ridderzaal se uporablja za slovesna državna srečanja, vključno z letnim govorom s prestola.

## Zgodovina
Tik pred letom 1230 je Floris IV od Dirka Wassenaarskega kupil dvor gospe Meilendis v mestu, ki je pozneje postalo Haag. Začel je graditi grofovsko rezidenco, katere jedro so bili bivalni prostori.
Dvorana je bila sprejemna dvorana kompleksa grofovske dvorane, zgrajene v trinajstem stoletju in se je imenovala Velika ali visoka dvorana in je bila zgrajena po ukazu nizozemskega grofa Viljema II., dokončana pa okoli leta 1288 pod nizozemskim grofom Florisom V. V odsotnosti grofov je bila dvorana kasneje uporabljena le kot vhod v Rolzaal, kjer je imel sedež Nizozemski dvor. V času republike so dvorano uporabljali za vse druge namene, kot so prodaja knjig, sprehajalna površina, tržnica, trgovski center, čakalnica za sodišče, telovadnica in mdr. žrebanja loterije. Zato so jo imenovali tudi Loterijska dvorana. Ime Viteška dvorana (Ridderzaal) se je začelo uporabljati šele v devetnajstem stoletju pod vplivom romantike.
V letih 1994 in 1995 se je senat med obnovo lastne sejne sobe sestajal v Viteški dvorani. Običajno se govor iz trona - nagovor kralja ob začetku proračunskega obdobja izvede v tem prostoru, razen v času obnovitvenih del oz. prenove Binnenhofa ali Kovid-19 razmer. Govor je bil izveden v kraljevem gledališču.

## Trenutna uporaba
V dvorani, ki lahko sprejme do 850 ljudi, vsako leto od leta 1904 poteka skupno zasedanje generalnih državnih stanov, na katerem ima kralj ali kraljica govor s prestola. Od leta 1848 (s prekinitvijo med drugo svetovno vojno) se parlamentarno leto začne tretji torek v septembru (Prinsjesdag). Viteška dvorana (Ridderzaal) se redno uporablja za državniške večerje, medvladne konference, komemoracije, slovesnosti, slovesna dejanja, kot so podpisovanje pogodb in podelitev državnih nagrad. Na primer, 1. decembra 1954 je kraljica Juliana v viteški dvorani dala svoj pritrdilni podpis na statut Kraljevine Nizozemske. Ob zaroki med nizozemsko princeso Beatrix in Clausom von Amsbergom 27. februarja 1966 so paru zvečer v dvorani pripravili veliko zabavo. Drug primer je počastitev dobitnikov medalj med nizozemskimi udeleženci olimpijskih iger, ki kraljevo nagrado prejmejo v tej dvorani.

## Zgradba

### Opis
Poznosrednjeveška viteška dvorana meri 17,89 m v širino in 38,30 m v globino. Streha ima svetli razpon 17,80 m. Podnožje strehe je visoko 7,53 metra, sleme pa 25,74 metra. Fasade so debele 1,20 m, oporniki pa 1,10 krat 1,55 m. Dvorana sloni na treh sosednjih kleteh z debelino zidov od 1,26 do 1,55 metra.  Takrat je bila to konstrukcija, ki ji na Nizozemskem ni bilo para in se je lahko kosala z največjimi halami drugod po Evropi. Pod Viteško dvorano so tri velike kleti, med katerimi je srednja najstarejša. V svoji publikaciji Holandski grofje, DEH de Boer in EH Cordfunke navaja, da je ta (srednja) klet tudi najstarejša stavba v Binnenhofu in je obstajala že pred Viteško dvorano, Haškim stolpom, okroglim stopniščnim stolpom, grofičinimi sobanami in viteško dvorano. Do leta 2012 se je v predkletnem delu nahajal sprejemno-informacijski center. Od takrat se ta del uporablja kot razstavni prostor.

### Obnovitvena dela
Izvedenih je bilo več obnovitev, že leta 1806 po naročilu kralja Ludvika Napoleona arhitekt Adriaan Noordendorp. Lesena streha je bila porušena leta 1860 pod vodstvom glavnega vladnega arhitekta Willema Nicolaasa Rosea in nadomeščena z neogotsko konstrukcijo iz litega železa. Rose je želela sobi povrniti prvotno milino. Menil je, da lesena napa ne more biti izvirna, saj je bila napa v svojem času brez para. Kasneje se je izkazalo, da se je Rose motil in je zato porušil originalni pokrov. Rose je to utemeljil na podlagi lastne poglobljene raziskave Viteške dvorane. Svojemu pomočniku Johannesu Cranerju je dal tudi narediti natančne risbe meritev.
Leta 1904 je bila viteška dvorana ponovno dana v uporabo po obsežni obnovi pod vodstvom glavnega vladnega arhitekta Daniëla Knuttela. Dvorana je bila zvesto obnovljena v prvotno stanje. Rozina strešna konstrukcija iz litega železa je bila leta 1904 nadomeščena z repliko prvotne lesene strehe iz trinajstega stoletja. Nekatera gospodarska poslopja, ki so bila zgrajena nasproti visoki dvorani v določenem času, so bila porušena. Knuttelu je pomagala posebna komisija. Eden od članov te komisije, glavni vladni arhitekt Cornelis Peters, je veliko raziskoval zgodovino stavb.
Viteška dvorana je bila prenovljena leta 2005. Zasnova Viteške dvorane zdaj večinoma izgleda tako, kot je bila načrtovana leta 1904. Deželne zastave, ki so visele v Viteški dvorani, so nadomestile tapiserije. Na Proračunski dan  2006 (19. septembra) je bila dvorana po prenovi ponovno dana v uporabo.

## Prestoli
Prestol za vodjo države je delo arhitekta Pierra Cuypersa in je iz leta 1904. Obstajajo trije manjši sedeži (stranski prestoli) za soprogo in odrasle naslednike voditelja države. Do leta 1964 sta bili to princesi Beatrix in Irene, nato Beatrix in Margriet. Leta 1968 je bil dodan četrti stranski prestol za princeso Christino. Tako je bil eden od stranskih prestolov 'ponarejen' - kateri je bil, je ostalo skrivnost. Od leta 2013 je eden od stranskih prestolov spet v dvorani, za kraljico Máximo. Drugi stranski prestoli se ne uporabljajo in so shranjeni v grofijskih dvoranah.